# ساحل الأميرة أستريد

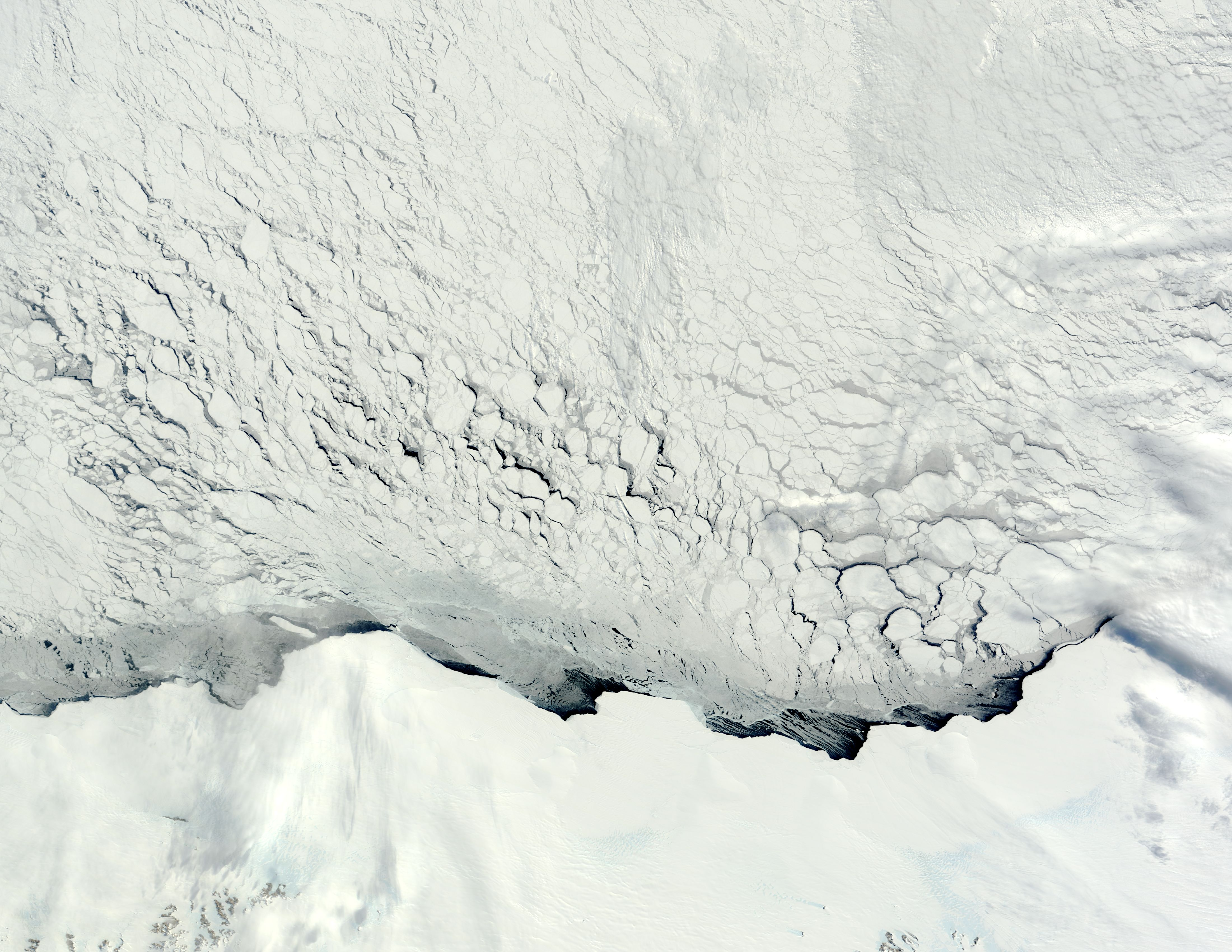
ساحل الأميرة أستريد والأميرة راغنهيلد في سواحل القارة القطبية الجنوبية

ساحل الأميرة أستريد هو جزء من ساحل أرض الملكة مود القارة القطبية الجنوبية، ويقع بين خطي عرض 5° و20° شرقًا. ويحد الساحل بأكمله أرفف جليدية. تم اكتشاف المنطقة من قبل النقيب هالفورسن على متن سفينة إشبيلية في مارس 1931 وفي عام 1932 سُميت على اسم الأميرة أستريد من النرويج. يصل سمك الجليد في النهر الجليدي القاري إلى 4000 متر في الداخل. يتم تثبيت هذه الأنهار الجليدية السميكة بواسطة سلاسل الجبال الساحلية. على ساحل الأميرة أستريد، يتدفق بعض الجليد عبر الجبال، ويمتد إلى الأراضي المسطحة نسبيًا على ساحل الأميرة أستريد. أيضًا، ينسكب الهواء البارد فوق الجبال، مما يخلق رياحًا قوية جدًا ومستمرة، ويجعل الثلج ينظف قمم الأنهار الجليدية تاركًا بقعًا زرقاء شاحبة من الجليد العاري. وعلى الخط الساحلي يوجد الجرف الجليدي الذي يتميز بسطح أكثر سلاسة. يطفو الجليد الجليدي على سطح البحر وهو ما يتجاوز السطح الفوضوي للجليد البحري الذي ظل متصلبًا طوال فصل الشتاء.